# Judentum in Basel
Juden in Basel sind seit dem frühen 13. Jahrhundert belegt. Zwischen dem 12. Jahrhundert und der Neuzeit gab es in Basel drei jüdische Gemeinden. Die mittelalterliche jüdische Gemeinde florierte zunächst, ging aber mit dem Basler Judenpogrom vom 16. Januar 1349 gewaltsam zu Ende. Wie viele der gewalttätigen judenfeindlichen Ereignisse dieser Zeit stand auch dieses im Zusammenhang mit dem Ausbruch des Schwarzen Todes. Am Ende des 14. Jahrhunderts bildete sich in Basel eine zweite jüdische Gemeinde. Sie war jedoch nur von kurzer Dauer und löste sich noch vor der Jahrhundertwende auf. In den folgenden 400 Jahren gab es keine jüdische Gemeinde in Basel. Heute gibt es mehrere Gemeinden, die von liberal über religiös bis orthodox reichen. Darüber hinaus gibt es viele Juden, die keiner Gemeinde angehören.

## Erste jüdische Gemeinde
Im 12. Jahrhundert setzte aus dem mittelrheinischen Raum eine jüdische Wanderungsbewegung ins Elsass ein, zu dem Basel im Mittelalter kulturell und wirtschaftlich gehörte. Seit dem frühen 13. Jahrhundert sind in Basel Juden urkundlich fassbar, wahrscheinlich bestand schon um 1200 eine eigene jüdische Gemeinde. Diese verfügte über eine Synagoge und einen Friedhof vor der Stadtmauer; ein Ghetto entstand aber nicht, vielmehr standen die Häuser von Juden und Christen unmittelbar nebeneinander. Wie in anderen Städten waren die Basler Juden Münzwechsler und Geldverleiher, da ihnen aufgrund des kanonischen Zinsnahmeverbots für Christen und des religiös-bruderschaftlichen Charakters der Zünfte allein dieses Gewerbe als freies Betätigungsfeld offenstand. Ihre Hauptkunden waren die städtische Oberschicht von Bischof und Adel, während die Bürgerschaft wiederum die jüdische Gemeinde mit den Gewerbeprodukten ihrer Zünfte belieferte. Ein bemerkenswerter Vorgang ist in einer Leihurkunde aus dem Jahr 1223 festgehalten. Der Basler Bischoff Heinrich von Thun überliess den Basler Juden vorübergehend den Münsterschatz, um ein Darlehen zu erhalten. Mit dem Geld finanzierte er den Bau der Mittleren Rheinbrücke, die als einer der einzigen Brücken über den Rhein eine entscheidende Rolle, die für die Entwicklung des Handels in Basel spielte. Für Maultiere, Pferde und Waren, die die Brücke überquerten, wurde ein Zoll von 30 Silbermark erhoben, den der Bischof beschlagnahmte, bis er die Schuld begleichen konnte. Das Verfahren, christliche Schätze und religiöse Gegenstände als Pfand für einen Kredit bei jüdischen Geldverleihern zu hinterlegen, war üblich, aber für Juden gefährlich und schürte eine weit verbreitete antijüdische Stimmung.
Über Ausschreitungen, wie sie im 13. Jahrhundert in Europa stattfanden, ist zwar nichts bekannt; aber die Juden waren gefährdet, da sie sich auch in Basel der antijudaistischen Propaganda ausgesetzt sahen, nicht zuletzt von Seiten der Bettelorden, die in der Stadt fest verankert waren. Zudem war die Rechtslage der Juden prekär, standen sie doch als Kammerknechte nicht unter dem unmittelbaren Schutz der städtischen Obrigkeit (Bischof und Adel), sondern dem mittelbaren des Reichs.

## Basler Judenpogrom

### Vorbereitung
1348/1349 setzte in Europa eine weiträumige Judenverfolgung ein. Diese stand in engem Zusammenhang mit der ersten Pestwelle, die, von Südeuropa sich ausbreitend, die Bevölkerung in einen Zustand der Erregung und Panik versetzte, da sie begleitet wurde von Gerüchten über Brunnenvergiftung und Ähnliches, mittels dessen die Juden die Christen auszurotten versuchen würden. Ab Dezember 1348, die Pest war in Basel noch nicht aufgetreten, sahen sich die Basler Juden manifest bedroht, einige flohen wegen der Gefährdung von Leib und Leben aus der Stadt. Um Weihnachten wurde der jüdische Friedhof verwüstet.
Ausschreitungen gegen die jüdischen Gemeinden waren Angriffe auf Schützlinge des Kaisers und stellten vis-à-vis den Reichsvögten die Glaubwürdigkeit der örtlichen Obrigkeit in Frage. Noch 1345 hatten sich die Magistrate am südlichen Oberrhein in einem Landfriedensbündnis insbesondere gegen Bauernbanden zusammengeschlossen, die Juden verfolgten, und 1347/1348 mussten einige Basler Adlige in die Verbannung gehen, da sie Juden überfallen hatten. Bei den Übergriffen spielten materielle Aspekte eine wesentliche Rolle. Zum einen hatte sich ein Grossteil des Basler Adels bei jüdischen Kreditgebern schwer verschuldet, zum anderen hatten die privilegierten Achtburger das Bankgeschäft aufgenommen und waren Konkurrenten der jüdischen Geldverleiher geworden. Dass sich die Pestpogrome wie ein scheinbar unwiderstehlicher Flächenbrand ausbreiteten, eröffnete neue Möglichkeiten der Schuldzuweisung bei judenfeindlichen Ausschreitungen. So kamen im Januar 1349 der Strassburger Bischof Berthold von Buchegg, Vertreter der drei Städte Strassburg, Freiburg im Breisgau und Basel und elsässische Herrschaftsträger in Benfeld zusammen, um ihr Verhalten gegenüber den Juden abzusprechen. Es dürfte bei diesem Treffen darum gegangen sein, auf welche Weise die Obrigkeit sich der Juden entledigte und wie sie unter Ausnutzung der latenten Unruhe im Hintergrund blieb. Eine alltäglich gewaltbereite Unterschicht konnte in den mittelalterlichen Städten zu Tumulten angestachelt werden – was umso leichter geschah, da gerade Fasnacht war, eine Zeit, die sich durch gesteigerte Angriffslust auszeichnete.

### Durchführung
Der Pogrom begann, als aufgehetzte Banden am 16. Januar 1349 alle Juden, deren sie habhaft werden konnten, in einer eigens angefertigten Holzhütte auf einer Insel im Rhein einsperrten; der Bau wurde angezündet, so dass alle darin verbrannten oder erstickten. Die in den Quellen überlieferte Zahl von dreihundert bis sechshundert Mordopfern wird heute als zu hoch erachtet; die jüdische Gemeinde in Basel dürfte rund hundert Personen gezählt haben, eine Opferzahl zwischen fünfzig und siebzig erscheint glaubhafter. Viele jüdische Kinder wurden verschont, aber zwangsgetauft und in Klöster verschleppt. Auch einige Erwachsene entkamen dem Tod durch Konversion in extremis. Als aber die Pest im Mai 1349 schliesslich ausbrach, galt ihre neuerworbene Religionszugehörigkeit nichts. Sie wurden eingesperrt und hingerichtet, nachdem sie unter der Folter ausgesagt hatten, in ein Giftkomplott gegen Basel verwickelt gewesen zu sein. Mutmasslich wurden die jüdischen Häuser und die Synagoge geplündert. Ende 1349 waren alle Überlebenden des Pogroms aus der Stadt geflohen, und die jüdische Gemeinde hatte sich aufgelöst. Der Pogrom blieb, wie in Benfeld wahrscheinlich vereinbart, kein Einzelfall; ein nächster folgte in Freiburg bereits am 30. Januar, ein weiterer in Strassburg am 14. Februar.
Basel hatte das kaiserliche Gebot missachtet und sich an den eigentlich unantastbaren Kammerknechten vergriffen. Zeitgenössische und nachträgliche Darstellungen des Pogroms gingen davon aus, dass die Zünfte und das Volk den Rat zum Pogrom genötigt hätten. Die Hintermänner aus der gesellschaftlichen Führungsschicht hatten es verstanden, ihre Rolle bei dem Geschehen zu vertuschen und die Schuld zu anonymisieren. In Strassburg kam es noch zu einem Prozess vor den Reichsautoritäten, in Basel ist davon nichts bekannt. Mit der Vernichtung der jüdischen Gemeinde wurden die angestrebten Ziele erreicht: Die jüdischen Guthaben und Pfandrechte galten als erloschen, auch waren einige Rechtstitel wie Hauszinsen in christliche Hände übergegangen. Der Rat beschlagnahmte die Synagoge und den Friedhof; jene diente nach dem Erdbeben von 1356 provisorisch als Stapelhaus für Kaufmannswaren, dieser später als städtischer Werkhof, was wohl in direktem Zusammenhang mit der Verwertung der Grabsteine als Türschwellen, vor allem aber zur Ausbesserung der Stadtmauer stand. Ein Grabstein wurde mit der Inschrift nach unten schauend als Bodenplatte im Basler Münster verlegt.

## Vorübergehende Rückkehr in der zweiten Gemeinde
Ab 1360 siedelten sich Juden wieder in den Städten an, die sich 1348/49 an den Pogromen beteiligt hatten. In Basel sind jüdische Rückkehrer ab 1361/1362 urkundlich erwähnt. Nicht selten übernahmen sie die Häuser, die schon Juden der ersten Gemeinde gehört hatten. Offenbar machten die Überlebenden oder deren Nachkommen alte Rechtsansprüche geltend. Möglicherweise war es auch gelungen, angesichts des drohenden Pogroms Abmachungen mit den christlichen Nachbarn zu treffen über die Verwaltung und Rückgabe ihrer Liegenschaften. Die These, dass die jüdischen Geldgeber wegen des Kapitalbedarfs für den Aufbau der durch das Erdbeben von 1356 zerstörten Stadt zurückgeholt worden seien, ist überholt. Vielmehr waren sie durch die wachsende Geldwirtschaft allgemein unentbehrlich geworden; auch durfte bei den Behörden die Erwägung mitgespielt haben, dass Rechtshändel über Geldgeschäfte besser vor einem Basler Gericht ausgetragen würden als vor einem auswärtigen.
1365 erhielt die Stadt vom Reich die Schirmherrschaft über die Juden, wahrscheinlich hatte sich in diesem Jahr auch eine neue jüdische Gemeinde konstituiert. Um 1370 hatte sie etwa 150 Mitgliedern. Ein Gebäude an der Ecke Grünpfahlgässlein / Gerbergasse diente der zweiten Gemeinde als Synagoge. Sie verfügten auch kurz über einen Friedhof: ab 1394 durften sie ein Gelände am Hirschgässlein dafür nutzen. Noch im 16. Jahrhundert war es im Stadtplan von Sebastian Münster als «Garten Eden» verzeichnet, obwohl es zu dieser Zeit keine jüdische Gemeinde mehr in Basel gab. Es ist aber möglich, dass Juden in der Region den Friedhof weiter nutzten.
Die zweite Gemeinde bestand bis 1397, als sie sich binnen weniger Monate auflöste. Angesichts des judenfeindlichen Klimas in Elsass in den 1390er-Jahren und der Angst vor erneuter Verfolgung zog die Gemeinde freiwillig nach Osten in die habsburgischen Gebiete. Danach blieb den Juden für über vierhundert Jahre die Niederlassung in Basel verwehrt.

## 400 Jahren ohne jüdische Gemeinde

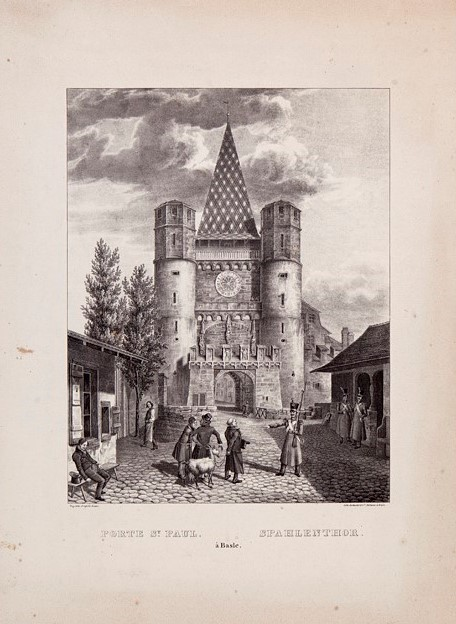
Lithographie eines Juden am Spalentor, nach einem Aquarell von Constantin Guise, um 1838.

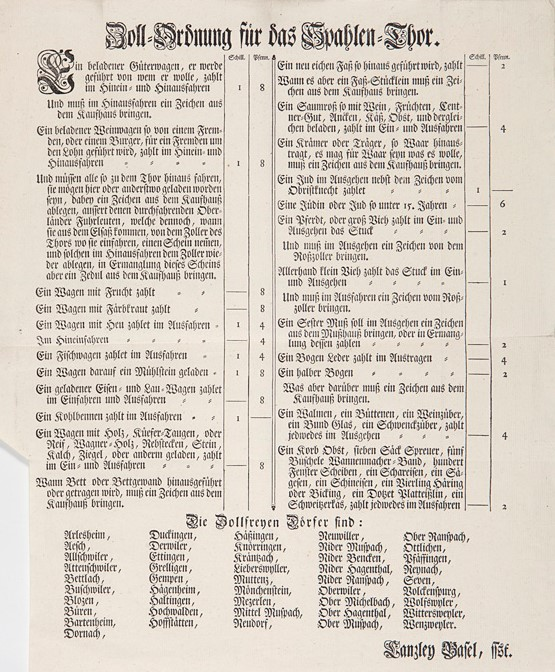
Zoll Ordnung für das Spalentor, 1775. Sammlung des Jüdischen Museums der Schweiz.

Im Jahr 1398 wurde das Stadttor «Spalentor» bei einer Erweiterung der durch das Erdbeben teilweise zerstörten Mauern errichtet. Die Grabsteine vom Friedhof der ersten jüdischen Gemeinde wurden neben anderen Steinen und Trümmern für den Bau der Mauer verwendet. Der Friedhof der ersten Gemeinde lag direkt neben dem Petersplatz, dort wo heute das Kollegienhausgebäude steht. Damals war es noch ausserhalb der Stadtmauer. Als 1937 das Kollegiengebäude entstand, wurden über 150 Bestattungen gefunden, wie auch viele Grabsteinfragmente.
Mehrere frühe Geschichtsforscher berichten über diese Grabsteine, darunter auch Johannes Tonjola. In seiner Einleitung zu den Basilea Sepulta, 1661, erzählt er, dass er bei einem Spaziergang entlang der Stadtmauer 570 hebräische Grabsteine gezählt habe:
Von Hebraischen Monumentis und Grabsteinen waren vor diesem da die Juden freyen Auffenthalt in Basel hatten eine grosse Anzahl nach Verbannung und Abschaffung derselbigen aber seind solche Stein zu Bedeckung der inneren Stadtgraben gebraucht worden und habe ich Anno 1658 den 24 Julii über die 570 dergleichen Stein da die hebraische Schrift gar eigentlich zu lesen ware noch gefunden namlich von St Johannis Schwinbogen bis zu der St. Peters Kirchen 170 von dar bisz naher St Leonhard 200 von St. Leonhard bis zu den Steinen 73. Bisz zu dem Eschemer Schwinbogen 57 und von dar bisz naher St. Alban 75...
Im Jahr 1859 wurden die Stadtmauern abgerissen, um mehr Platz und bessere hygienische Bedingungen in der Stadt zu schaffen. Der Abbruchschutt der abgerissenen Mauern wurde zur Aufschüttung des Stadtgrabens verwendet. Diese Flächen wurden in Strassen und Grünanlagen umgewandelt, die grösstenteils noch heute Namen tragen, die auf die ursprüngliche Mauer verweisen. Bei Errichtung der Grünanlagen und Strassen gingen die meisten der eingemauerten Grabsteine verloren. Nur wenige von ihnen sind erhalten geblieben. Zehn davon sind im Innenhof des Jüdischen Museums der Schweiz ausgestellt.
Ab etwa 1500 wurde Basel zum Zentrum der wissenschaftlichen Erforschung des Judentums. An der Universität Basel wurde Hebräisch gelehrt, und die Basler Druckereien erlangten mit ihren Drucken von jüdischen Schriften weltweit an Bedeutung. 1578 veröffentlichte Ambrosius Froben eine zensierte Ausgabe des Babylonischen Talmuds. Der Basler Theologe Johann Buxtorf d. J. übersetzte 1629 das religionsphilosophische Werk Führer der Unschlüssigen des mittelalterlichen jüdischen Gelehrten Maimonides und vollendete 1639 das von seinem Vater Johann Buxtorf d. Ä. begonnene Lexicon chaldaicum, talmudicum et rabbinicum.
Diese Werke wurden von den Behörden weitgehend zensiert. Jüdische Redakteure durften sich zum Zwecke des Korrekturlesens und des Schriftsetzens in den Druckmaschinen in Basel aufhalten. Ihre Aufenthaltsgenehmigungen waren jedoch befristet, und die Stadt schloss Juden zwischen dem 16. und 18. Jahrhundert auch in den Dörfern rund um Basel konsequent aus.
Wie Zollabgaben der damaligen Zeit zeigen, waren die jüdischen Händler tagsüber gestattet. Im Jahr 1552 wurde vom Basler Rat ein «Judenzoll von 6 Schillingen» festgelegt, der Menschen wie Waren und Tiere besteuerte. Eine Zollordnung für das Spalentor von 1775 zeigt eine Liste von Abgaben, die auch Juden einbezieht.

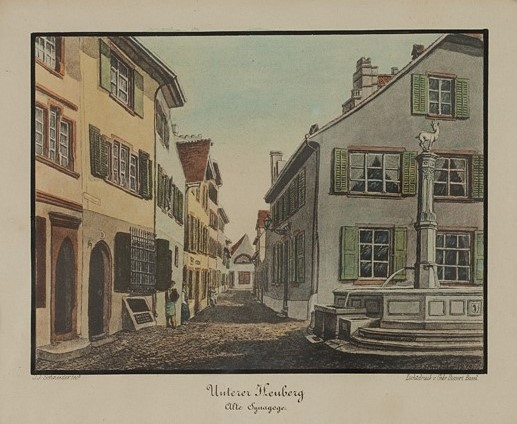
Kolorierter Lichtdruck der alten Synagoge, 1848.

Eine weitere judenfeindliche Massnahme war die Einführung des Würfelzolls. Reisende Juden Symbolisch bezog sich dies auf die Soldaten, die am Fuss des Kreuzes um die Kleider Jesu würfelten. Die Praxis des Würfelzolls war für reisende Juden nicht nur demütigend, sondern auch sehr lästig, da die Würfel nicht nur an den Zollstellen, sondern auch von feindlich gesinnten Passanten eingefordert wurden. Der Würfelzoll wurde in der Schweiz im Laufe des 17. Jahrhunderts weitgehend durch finanzielle Regelungen ersetzt. Nach der Französischen Revolution übte Frankreich Druck auf Basel aus, die diskriminierenden Maßnahmen zu beenden. 1794 wurde der Judenzoll ebenfalls aufgehoben.

## Dritte jüdische Gemeinde
Mit der Französischen Revolution, die den Juden 1791 die Gleichberechtigung gewährte, und der 1798 ausgerufenen Helvetischen Republik erhielten die Juden die rechtliche Gleichstellung. Diese bestand jedoch nur auf dem Papier. In der Praxis erhielten die Juden zunächst die Rechte der niedergelassenen Franzosen statt des Schweizer Bürgerrechts. Nach der Auflösung der Helvetischen Republik wurden die neuen Massnahmen wieder rückgängig gemacht, und erst 1872 erhielten die Juden in Basel das volle Bürgerrecht. Obwohl sich die Schweizer Volksabstimmung von 1866 dazu verpflichtete, den Juden volle und gleiche Aufenthalts- und Handelsrechte zu geben, wurden diese in der Schweiz erst mit der Totalrevision der Schweizer Bundesverfassung 1874 vollständig umgesetzt.
Die während der Helvetischen Republik gewährte Religionsfreiheit ermöglichte jedoch die Gründung einer dritten jüdischen Gemeinde in Basel, die Israelitische Gemeinde Basel, die um 1805 entstanden ist.  Quellen geben an, dass zu dieser Zeit zwischen 10 und 35 jüdische Familien in Basel ansässig waren. Unter den ersten jüdischen Familien der damaligen Gemeinde war die Bankiersfamilie Dreyfus, die 1813 ein Handelshaus gründete; die heute noch tätige Privatbank Dreyfus Söhne & Cie. Dies war die Familie des jungen Alfred Dreyfus, der durch die sogenannte «Dreyfus-Affäre» bekannt wurde.
Auf dem Unteren Heuberg wurde in den 1840er Jahren eine kleine Synagoge errichtet. Es war das erste Gebetshaus, das ausschliesslich der jüdischen Gemeinde gehörte, während zuvor die Juden in Privathäusern gebetet hatten. Die alte Synagoge wurde bis zur Einweihung der Grossen Synagoge im Jahre 1868 genutzt. Nach der Annexion des Elsass durch die Deutschen 1871 zogen viele elsässische Juden nach Basel. Andere Neuankömmlinge kamen aus dem süddeutschen Raum und aus den Schweizer «Judendörfern» Endingen und Lengnau, wo sich Juden seit dem 17. Jahrhundert niederlassen durften. Um die wachsende Gemeinde unterzubringen, wurde die Grosse Synagoge schon 1892 ausgebaut.
Der Judenhass und tief sitzender Antisemitismus, der sich in dem Skandal um Alfred Dreyfus’ öffentliche Beschämung zeigte, verstärkten den Ruf nach einem jüdischen Staat. Der Schriftsteller und Journalist Theodor Herzl organisierte den ersten Zionistenkongress, der 1897 im Stadtcasino Basel stattfand. Später wurden 10 der 22 zionistischen Kongresse dort veranstaltet. Obwohl die Kongresse weitgehend auf öffentliche Sympathie gestossen sind, haben viele Juden in Basel bis zum Aufkommen des Nationalsozialismus in Deutschland eine zurückhaltende Haltung zum Zionismus eingenommen.
Über ein Jahrhundert lang beerdigte die jüdische Gemeinde Basels ihre Toten in Hegenheim (Jüdischer Friedhof Hegenheim). Die Bemühungen um die Einrichtung eines jüdischen Friedhofs in Basel waren schliesslich 1903 mit der Eröffnung des israelitischen Friedhofs in der Theodor Herzl-Strasse erfolgreich.
Im Jahr 1900 zählte die jüdische Bevölkerung in Basel etwa 1900 Personen. Durch jüdische Flüchtlinge, die ab 1933 aus Nazi-Deutschland flohen, stieg diese Zahl auf 3000. Nach 1938 wurden jüdische Pässe mit einem roten J gekennzeichnet, um sie zu identifizieren und an der Grenze leichter zurückweisen zu können. Nach Schweizer Vorschriften waren die Religionsgemeinschaften für die finanzielle Unterstützung ihrer Glaubensgenossen verantwortlich.
1966 wurde das Jüdische Museum der Schweiz in der Kornhausgasse eröffnet. Es war das erste jüdische Museum im deutschsprachigen Raum und ging den ältesten deutschen jüdischen Museen in Augsburg und Frankfurt um 22 Jahre voraus. Das Museum enthält viele Objekte, die für die jüdische Geschichte der Region von Bedeutung sind.
1973 wurde die Israelitische Gemeinde Basel (oder IGB) als erste jüdische Gemeinde in der Schweiz öffentlich-rechtlich anerkannt und damit den Landeskirchen gleichgestellt.
Im Jahr 1998 gründete die Universität das Zentrum für Jüdische Studien.
In Basel leben sowohl liberale als auch konservative jüdische Familien. Es gibt auch eine orthodoxe Gemeinde, die «Israelitische Religionsgesellschaft Basel», die sich 1927 von der IGB abspaltete. Im Jahr 2004 gründeten liberale Juden Migwan. Seit der Gründung des Staates Israel im Jahr 1948 sind viele Basler Juden ausgewandert. Die Überalterung der Bevölkerung und ein allgemeiner Trend zum Säkularismus haben zum Rückgang der jüdischen Bevölkerung in Basel beigetragen. Während es 1980 noch rund 2000 Juden in der Stadt gab, sank die Zahl auf 1218 im Jahr 2004 und auf knapp über 1100 im Jahr 2009.